# Rush! World Tour
Il Rush! World Tour è il terzo tour musicale del gruppo musicale italiano Måneskin, a supporto del loro terzo album in studio Rush! (2023).

## Scaletta
1. Don't Wanna Sleep
2. Gossip
3. Zitti e buoni
4. Honey (Are U Coming?)
5. Supermodel
6. Coraline
7. Beggin'
8. The Driver
9. For Your Love
10. Valentine
11. Gasoline
12. Timezone
13. Trastevere
14. I Wanna Be Your Slave
15. Mammamia
16. Humble (cover di Kendrick Lamar)
17. Off My Face
18. In nome del padre
19. Bla Bla Bla
20. Kool Kids
21. The Loneliest
22. I Wanna Be Your Slave (encore)

## Date del tour
| Data              | Città             | Stato       | Luogo                                        |
| Europa            | Europa            | Europa      | Europa                                       |
| ----------------- | ----------------- | ----------- | -------------------------------------------- |
| 3 settembre 2023  | Hannover          | Germania    | EXPO Plaza                                   |
| 6 settembre 2023  | Nancy             | Francia     | Nancy Open Air                               |
| America del Nord  |                   |             |                                              |
| 21 settembre 2023 | New York          | Stati Uniti | Madison Square Garden                        |
| 23 settembre 2023 | Columbia          | Stati Uniti | Merriweather Post Pavilion                   |
| 25 settembre 2023 | Boston            | Stati Uniti | TD Garden                                    |
| 27 settembre 2023 | Toronto           | Canada      | Scotiabank Arena                             |
| 29 settembre 2023 | Chicago           | Stati Uniti | Allstate Arena                               |
| 1º ottobre 2023   | Detroit           | Stati Uniti | Michigan Lottery Amphitheatre                |
| 3 ottobre 2023    | Nashville         | Stati Uniti | Nashville Municipal Auditorium               |
| 6 ottobre 2023    | Irving            | Stati Uniti | The Pavilion at Toyota Music Factory         |
| 10 ottobre 2023   | Los Angeles       | Stati Uniti | The Forum                                    |
| 13 ottobre 2023   | Oakland           | Stati Uniti | Oakland Arena                                |
| 15 ottobre 2023   | Vancouver         | Canada      | Doug Mitchell Thunderbird Sports Centre      |
| 20 ottobre 2023   | Città del Messico | Messico     | Palacio de los Deportes                      |
| America del Sud   |                   |             |                                              |
| 24 ottobre 2023   | Bogotà            | Colombia    | Movistar Arena                               |
| 27 ottobre 2023   | Santiago del Cile | Cile        | Stadio bicentenario municipale di La Florida |
| 29 ottobre 2023   | Buenos Aires      | Argentina   | Movistar Arena                               |
| 1º novembre 2023  | Rio de Janeiro    | Brasile     | Qualistage                                   |
| 3 novembre 2023   | São Paulo         | Brasile     | Espaço Unimed                                |
| Oceania           |                   |             |                                              |
| 20 novembre 2023  | Brisbane          | Australia   | BCEC                                         |
| 22 novembre 2023  | Sydney            | Australia   | Hordern Pavilion                             |
| 23 novembre 2023  | Melbourne         | Australia   | Margaret Court Arena                         |
| 25 novembre 2023  | Adelaide          | Australia   | AEC Theatre                                  |
| Asia              |                   |             |                                              |
| 27 novembre 2023  | Singapore         | Singapore   | Singapore EXPO                               |
| 2 dicembre 2023   | Tokyo             | Giappone    | Ariake Arena                                 |
| 3 dicembre 2023   | Tokyo             | Giappone    | Ariake Arena                                 |
| 5 dicembre 2023   | Tokyo             | Giappone    | Garden Theatre                               |
| 7 dicembre 2023   | Kōbe              | Giappone    | World Memorial Hall                          |
| Europa            |                   |             |                                              |
| 14 dicembre 2023  | Dublino           | Irlanda     | 3Arena                                       |
| 19 dicembre 2023  | Manchester        | Regno Unito | Manchester Arena                             |

## Formazione
- Damiano David – voce
- Thomas Raggi – chitarra elettrica, chitarra acustica
- Victoria De Angelis – basso
- Ethan Torchio – batteria, percussioni, chitarra acustica in Trastevere